# Zeche Monopol Schachtanlage Grillo
Die Zeche Monopol Schachtanlage Grillo war ein Steinkohlebergwerk in Bergkamen in Nordrhein-Westfalen. 1981 wurde es stillgelegt.

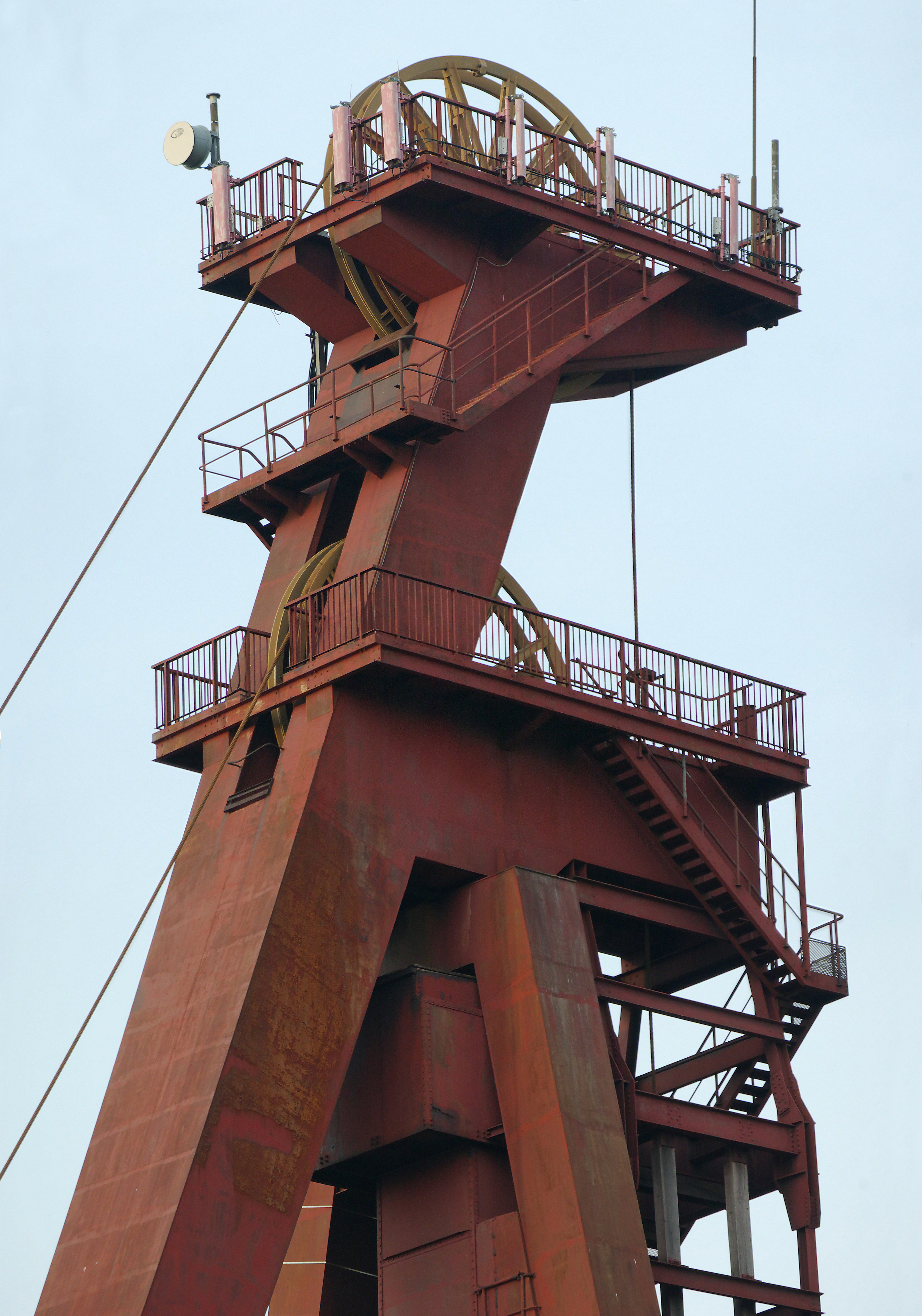
Schacht Grillo 1

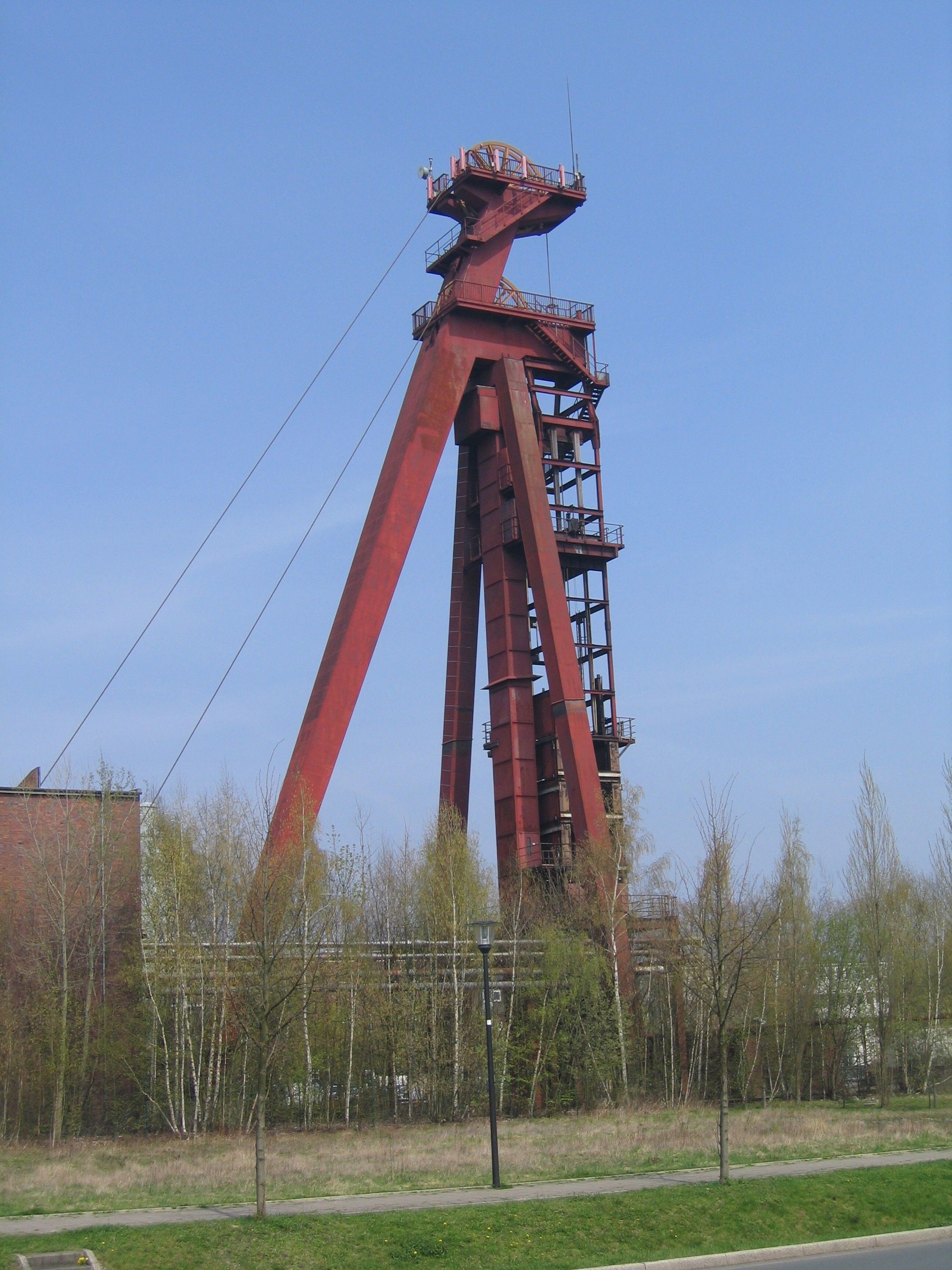
Schacht Grillo mit Maschinenhaus

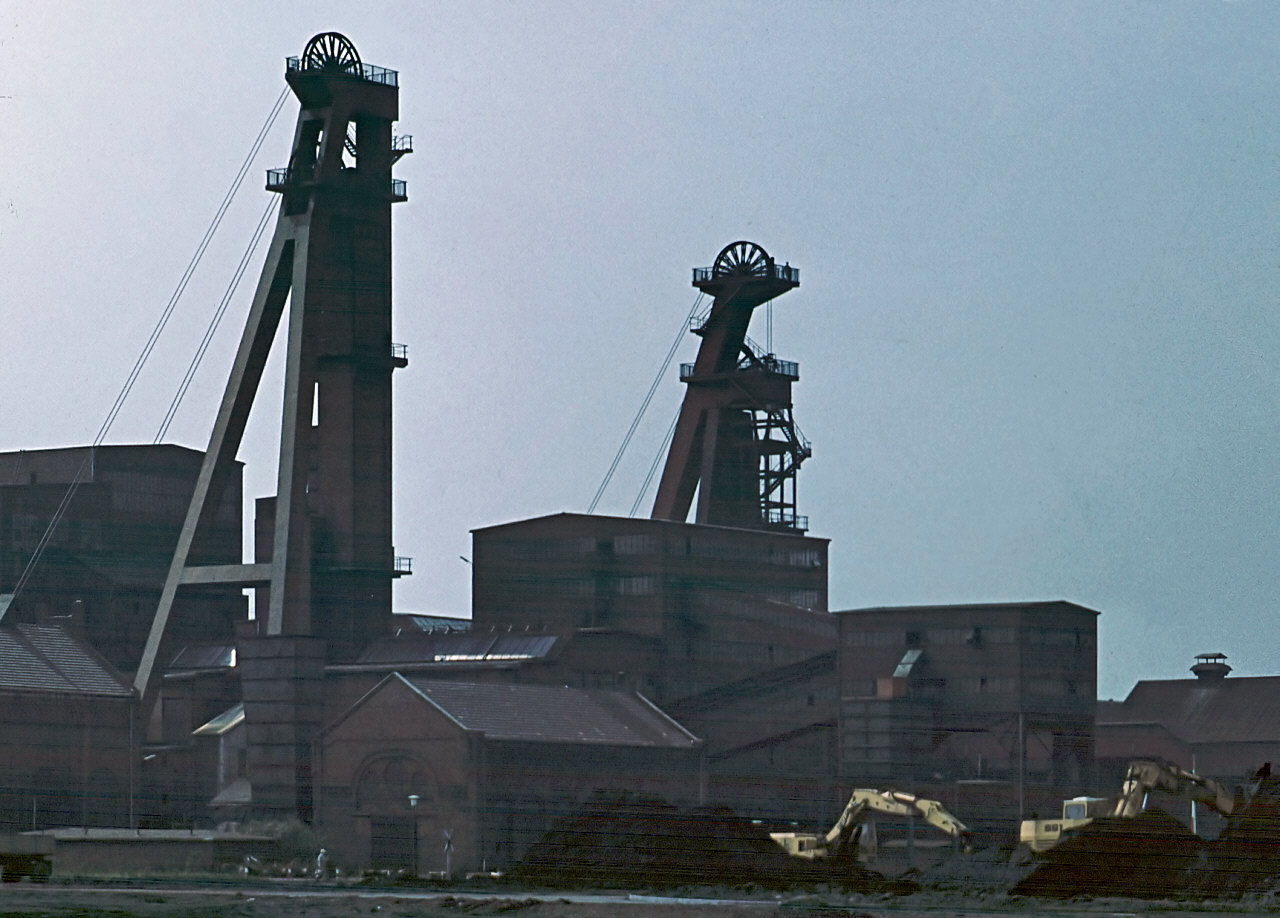
Grillo 1/2 1978

## Geschichte

### Die Anfänge des Bergwerks und erster Ausbau
1873 wurde mit dem Teufen des Schachtes "Friedrich Grillo" des Bergwerks Akropolis in Kamen begonnen. Bereits ein Jahr später erfolgte die Umbenennung des Schachtes in "Grillo" und Übernahme als erster Schacht des neu gegründeten Bergwerks Monopol. 1876 stieß der Schacht bei 287 m auf das Karbon und bereits 1879 begann die Förderung. Mit dem Teufen eines zweiten Schachtes, Grillo 2, wurde 1887 direkt neben Schacht Grillo 1 begonnen. So wie Schacht Grillo 1 stieß auch dieser bei 287 m auf das Karbon 1888. 1892 erreichte Schacht Grillo 2 eine Teufe von 775 m und war damit der tiefste Schacht an der Ruhr zu dieser Zeit. Das Teufen eines dritten Schachtes begann 1906, welcher den Namen Kiwitt erhielt.

### Nachkriegszeit und Trennung
Nachdem 1945 die Trennung des Bergwerks Monopol erfolgt war, gehörte die Schachtanlage Grillo zu der Schachtanlage Grimberg 1/2 bis zur betrieblichen Trennung davon 1952. 1956 wurde mit dem Teufen eines vierten Schachtes, Grillo 4 oder auch "Drei Finken" genannt, begonnen. Die Betriebsaufnahme erfolgte 1959 und diente als Wetter- und Materialförderschacht.

### Wiedervereinigung
1967 erfolgte die Wiedervereinigung der Schachtanlagen Grillo und Grimberg 1/2 unter dem Namen Zeche Grillo/Grimberg 1/2, aber nur bis 1970, weil die Ruhrkohle AG nach Übernahme das Bergwerk in "Monopol" umbenannte. Zwischenzeitlich ging das Baufeld der Schachtanlage Grimberg 1/2 zur Schachtanlage Grillo, nachdem die Schächte Grimberg 1/2 1974 die Förderung einstellten. Allerdings wurde dieses 1976 wieder aufgegeben.

### Stilllegung und Nachnutzung
1981 wurde die Schachtanlage Grillo stillgelegt und zwei Jahre später wurden die Schächte Grillo 2 und 3 bereits verfüllt. Die Schächte Grillo 1 und 4 dienten zwar nicht mehr zur Kohlenförderung, aber sie dienten für das neue Bergwerk Neu-Monopol als Wetter- und Materialförderschacht. Nachdem der Zusammenschluss des im Jahre 1993 gegründete Verbundbergwerk Haus Aden/Monopol mit dem Bergwerk Heinrich Robert zum Bergwerk Ost 1998 erfolgt war, wurde Schacht Grillo 4 im selben Jahr stillgelegt und verfüllt. Heute haben sich dort Unternehmen angesiedelt. Schacht Grillo 1 war noch bis zum Ende des Bergwerks Ost im Jahre 2010 in Betrieb, allerdings nur als Notschacht. Heute findet sich dort der 1985 angelegte Technopark Neu-Monopol.

### Heutiger Erhalt
- Von den Schächten Grillo 2 und 3 ist nichts mehr erhalten.
- Von Schacht Grillo 1 steht noch das Fördergerüst von 1966 mit einem Förderseil. Das Maschinenhaus von Zentralmaschinenhaus und die Elektrozentrale standen bis 2016 noch, mussten aber dann aus Kostengründen abgerissen werden. Das kleine Maschinenhaus von Schacht Grillo 1 steht allerdings noch mit Fördermaschine. Heute kümmert sich zudem der Verein "Monopol 2000" um den Erhalt der Anlage. Ab und zu finden dort kleine Kulturveranstaltungen statt. Zudem steht der Schacht seit 2003 unter Denkmalschutz.
- Von der Schachtanlage Grillo 4 stehen noch Verwaltungsgebäude und die Kaue, die weiterhin gewerblich genutzt werden.